# Paul Krainer

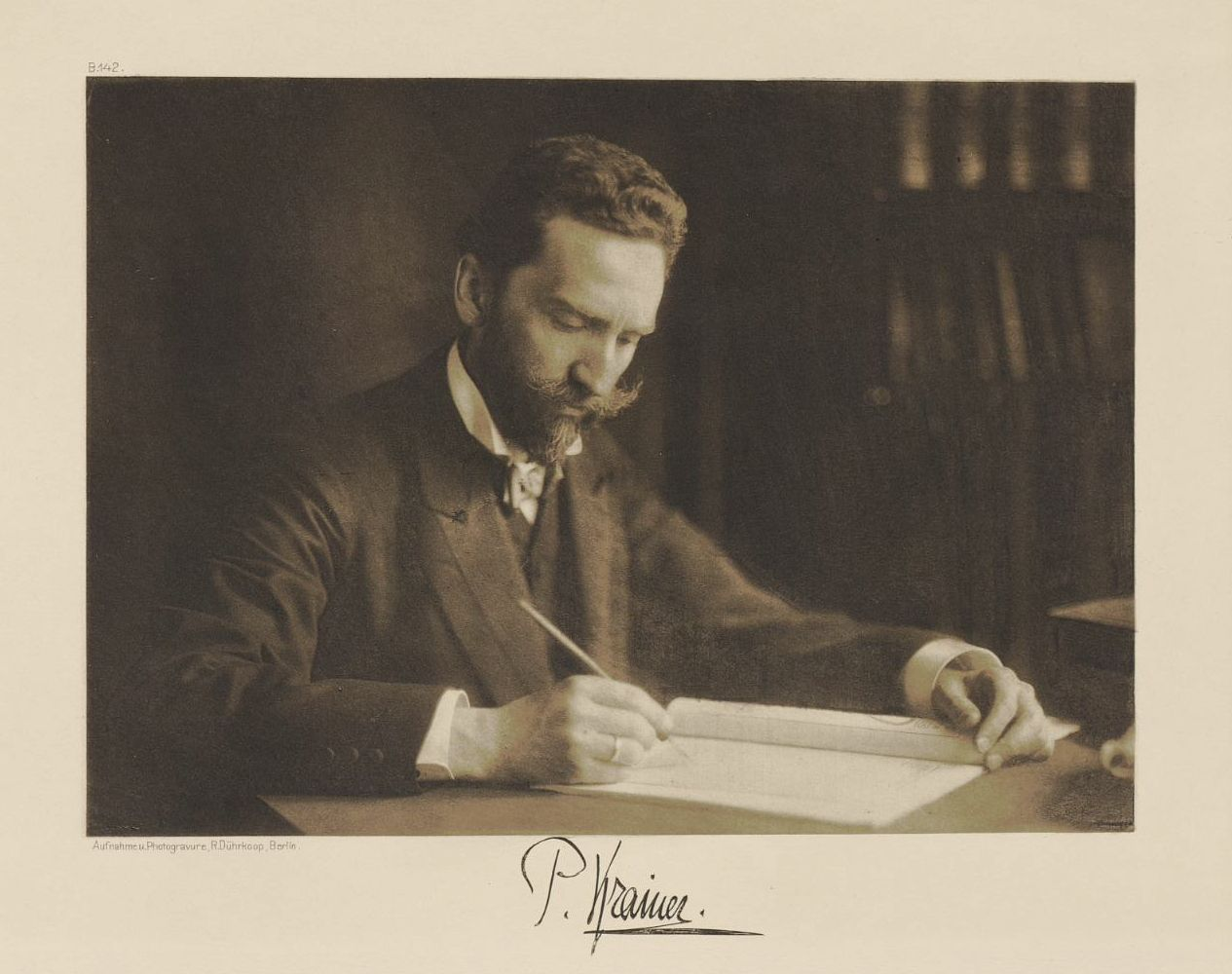
Paul Krainer, Foto 1907 von Rudolf Dührkoop

Paul Krainer (* 21. Februar 1869 in Fiume; † 20. September 1935 in Berlin) war ein österreichisch-deutscher Maschinenbauingenieur und Hochschullehrer für Schiffsmaschinenbau. 

## Leben
Paul Krainer wurde als Sohn des Chefkonstrukteurs der österreichischen Marine geboren. Er studierte Maschinenbau an der Technischen Hochschule Wien und an der Technischen Hochschule Darmstadt. Nach seinem Abschluss blieb er dort ein weiteres Jahr als wissenschaftlicher Assistent, bis er 1892 als Konstrukteur bei dem Unternehmen Schichau in Elbing eingestellt wurde. Während seiner Tätigkeit war er dort maßgeblich an der Einführung der Dampfturbinen in den Schiffbau beteiligt. Später verfasste er einen Nachruf auf den damaligen Unternehmensleiter, den Ingenieur Carl Ziese († 1917).
1906 folgte er einer Berufung als Professor für Schiffsmaschinenbau an die Technische Hochschule (Berlin-)Charlottenburg, wo er fast dreißig Jahre lang erfolgreich lehrte und sich unter anderem für die feste Etablierung des Studienfachs Schiffsmaschinenbau einsetzte. Krainer gehörte auch zu den Mitbegründern der Schiffbautechnischen Gesellschaft.
Zu seinen Schülern zählte unter anderen der aus Österreich stammende Ingenieur und Luftfahrtpionier Herbert Wagner, der später auch sein Schwiegersohn wurde.

## Ehrungen
In Würdigung seiner außergewöhnlichen Verdienste verlieh ihm seine Hochschule den Titel eines Ehrensenators.